# Dunnes Stores
 (juin 2025).
Si vous disposez d'ouvrages ou d'articles de référence ou si vous connaissez des sites web de qualité traitant du thème abordé ici, merci de compléter l'article en donnant les références utiles à sa vérifiabilité et en les liant à la section « Notes et références ».

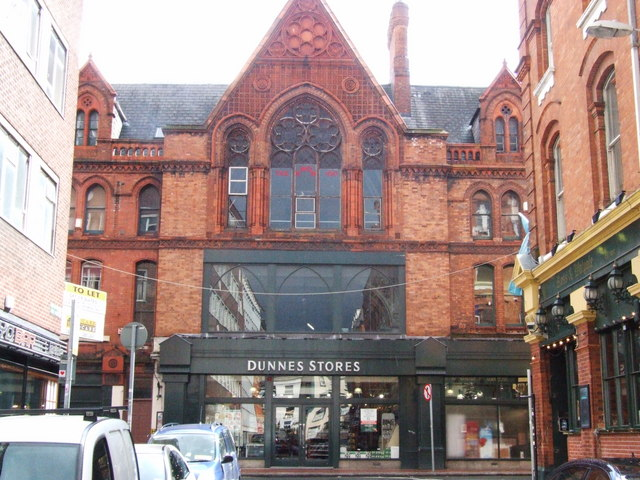
Un magasin à Dublin.

Dunnes Stores est une chaîne de grands magasins irlandaise. Dunnes Stores vend principalement des vêtements, des produits alimentaires et des produits de grande distribution. Le type de magasins de Dunnes Stores se rapproche beaucoup de Marks and Spencer, un de ses principaux concurrents, en associant un magasin de vêtements à un supermarché. Si Dunnes Stores possède la majorité de ses magasins en république d'Irlande et en Irlande du Nord, l'entreprise a également ouvert quelques magasins en Grande-Bretagne et en Espagne.

## Historique
Dunnes Stores a été fondé en 1944 à Cork par Ben Dunne senior. Il ne s'agissait à l'époque que d'un magasin de vêtements. Le commerce de produits alimentaires est apparu dans les années 1960. En 1966 Dunnes Stores ouvrit le premier centre commercial en zone péri-urbaine d'Irlande à Cornelscourt dans le comté de Dublin.
Entre 1982 et 1986, le magasin fut le théâtre de plusieurs grèves et lock-out menés par l'IDATU, le syndicat des employés des commerces de détails. Ceux-ci s'opposaient au régime d'apartheid et refusaient de vendre des produits en provenance d'Afrique du Sud. Aucune des deux parties ne plia et la crise ne se résolut que lorsque le gouvernement irlandais interdit les importations en provenance d'Afrique du Sud.

## Propriété
L'entreprise est entièrement la propriété de la famille Dunne et sa forme juridique lui permet de ne pas avoir à publier ses comptes. Pendant longtemps, Ben Dunne fils du fondateur dirigea l'entreprise mais en 1995, il fut arrêté en Floride en possession de cocaïne alors qu'il sollicitait les services d'une prostituée. Le scandale et la contestation au sein de l'entreprise furent tels que Ben Dunne fut contraint de laisser la direction aux mains de son frère Franck Dunne et de sa sœur Margaret Heffernan.
La famille Dunne fait partie des familles les plus riches d'Irlande. En 2006, le Sunday Times classait Margaret Heffernan seconde dans sa liste des femmes les plus riches d'Irlande avec un patrimoine de 603 millions d'euros.